# Round Round
Round Round è un singolo del gruppo musicale pop britannico Sugababes, pubblicato il 12 agosto 2002 come secondo estratto dal secondo album in studio Angels with Dirty Faces.

## Descrizione
La canzone è stata scritta dalle Sugababes insieme a Miranda Cooper, Niara Scarlett, Brian Higgins, Tim Powell, Nick Coler, Shawn Lee, Lisa Cowling, Robin Hofmann, Rino Spadavecchia, Felix Stecher e Floran Pflüger ed è stata il secondo singolo estratto dal secondo disco del gruppo, Angels with Dirty Faces. La traccia fu anche scelta come colonna sonora della pellicola Il guru. In Italia la canzone è conosciuta soprattutto per essere stata usata nella campagna promozionale televisiva di Vodafone L!ve tra il Gennaio e il Settembre 2003. La canzone contiene un campionamento della canzone Tango Forte dei Dublex Inc..

## Tracce
CD-Maxi (Island 063962-2 (UMG)
1. Round Round – 3:57
2. Groove Is Going On – 4:04 (Mutya Buena, Keisha Buchanan, John Themis)
3. Round Round (Girls on Top Dancehall Mix) – 3:30

## Classifiche
| Classifica (2002) | Posizione raggiunta |
| ----------------- | ------------------- |
| Regno Unito       | 1                   |
| Irlanda           | 2                   |
| Nuova Zelanda     | 2                   |
| Danimarca         | 3                   |
| Belgio (Vallonia) | 3                   |
| Norvegia          | 4                   |
| Svizzera          | 4                   |
| Italia            | 7                   |
| Paesi Bassi       | 8                   |
| Austria           | 8                   |
| Svezia            | 11                  |
| Australia         | 13                  |
| Germania          | 15                  |
| Belgio (Fiandre)  | 16                  |
| Francia           | 71                  |